# New Brighton (Minnesota)
New Brighton è un comune degli Stati Uniti d'America, situato in Minnesota, nella contea di Ramsey.